# Sielsowiet Nowickowicze
Sielsowiet Nowickowicze (biał. Навіцкавіцкі сельсавет, Nawickawicki sielsawiet; ros. Новицковичский сельсовет) – sielsowiet na Białorusi, w obwodzie brzeskim, w rejonie kamienieckim, z siedzibą w Nowickowiczach.

## Demografia
Według spisu z 2009 sielsowiet Nowickowicze zamieszkiwało 1205 osób, w tym 1094 Białorusinów (90,79%), 61 Ukraińców (5,06%), 42 Rosjan (3,49%), 5 Polaków (0,41%) i 3 osoby innych narodowości.
Do 2019 liczba ludności spadła do 857 osób.

## Geografia i transport
Sielsowiet położony jest we wschodniej części rejonu kamienieckiego. Jego skajami przepływają Leśna Prawa i Leśna. Większa część terytorium sielsowietu leży na terenie Parku Narodowego „Puszcza Białowieska”.
Przez sielsowiet przebiegają drogi republikańskie R83 i R98.

## Miejscowości
- agromiasteczko:
  - Nowickowicze
- wsie:
  - Chomątyny
  - Czernaki
  - Hulewicze
  - Jamenka
  - Klepacze
  - Łachawiczy
  - Paszuki
  - Podbiała
  - Stupiczewo
  - Szyszowa